# Recinto

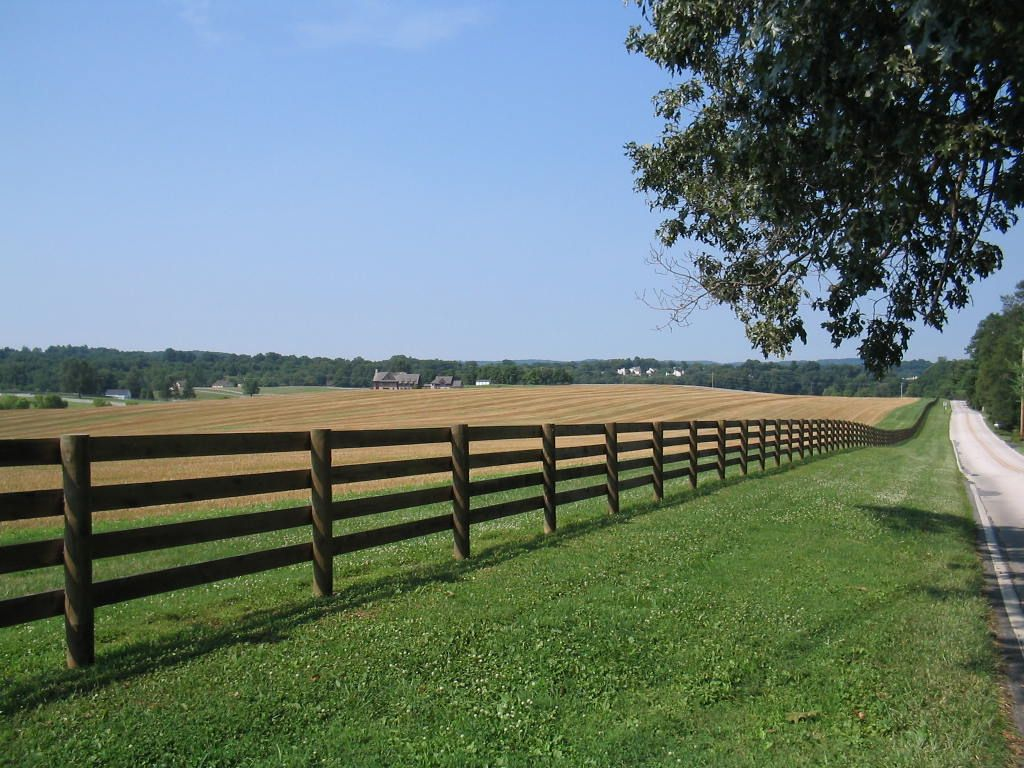
Una staccionata in legno

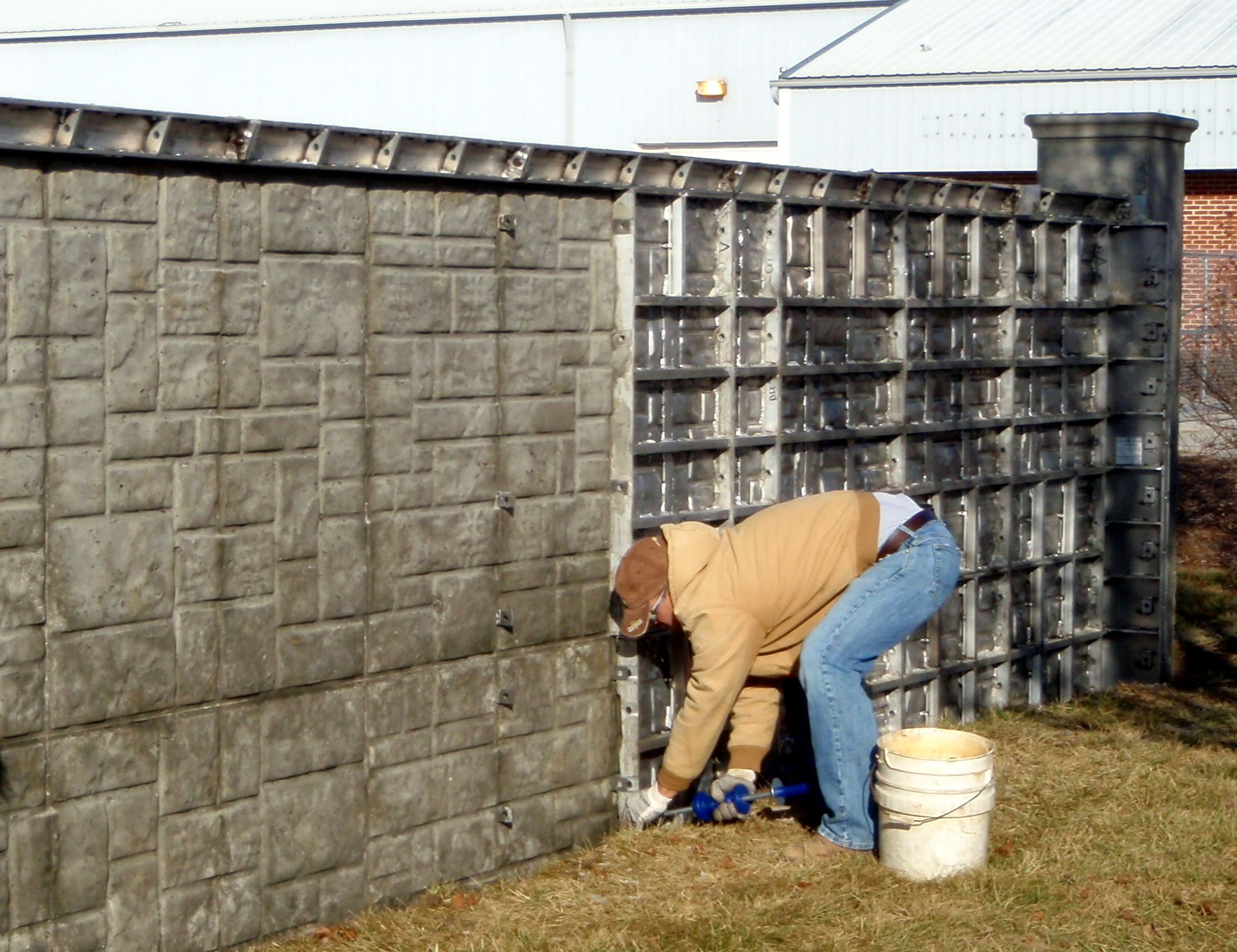
Un recinto in calcestruzzo

Un recinto è una struttura autoportante per limitare o impedire il movimento oltre un confine territoriale. Le recinzioni sono generalmente distinte dalle mura per la loro costituzione più leggera e per lo scopo per il quale sono state concepite. Le mura sono in genere ostacoli realizzati in mattoni pieni o in calcestruzzo, bloccando così sia la visione che il passaggio, mentre le recinzioni vengono utilizzate più frequentemente per fornire un sezionamento visivo degli spazi.
Un'alternativa alla funzione del recinto è il fosso, che normalmente delimita un terreno agricolo, evolutosi in ambito militare nel fossato.

## Tipi

### Per funzione
- Recinzioni agricole, detti anche recinto elettrico[5], per tenere dentro il bestiame e/o fuori i predatori
- Blast fence, un dispositivo di sicurezza che reindirizza lo scarico ad alta energia di un motore a reazione
- Barriera acustica o recinzione acustica, per ridurre l'inquinamento acustico
- Barriera di controllo della folla
- Recinzione per la privacy, per fornire privacy e sicurezza
- Recinzioni temporanee, per fornire sicurezza, protezione e per dirigere il movimento; ovunque sia richiesto un controllo temporaneo degli accessi, in particolare su edifici e cantieri
- Recinzioni perimetrali, per evitare sconfinamenti o furti e/o per evitare che bambini e animali domestici si allontanino.
- Recinzioni decorative, per migliorare l'aspetto di una proprietà, un giardino o altro
- Recinzione di confine, per delimitare un pezzo di proprietà immobiliare
- Recinzioni per tritoni, per anfibi o per tartarughe, ossia una recinzione bassa di teli di plastica o materiali simili per limitare il movimento di anfibi o rettili.
- Recinzione di esclusione dei parassiti
- Recinzione per animali domestici
- Recinzione della piscina
- Recinzione per la neve
- Recinzione delle scuole

Una balaustra o una ringhiera è una recinzione per impedire alle persone di cadere da un bordo, che si trova più comunemente su una scala, un pianerottolo o un balcone. I sistemi di ringhiere e le balaustre sono utilizzati anche lungo tetti, ponti, scogliere, fosse e specchi d'acqua.

### Per costruzione

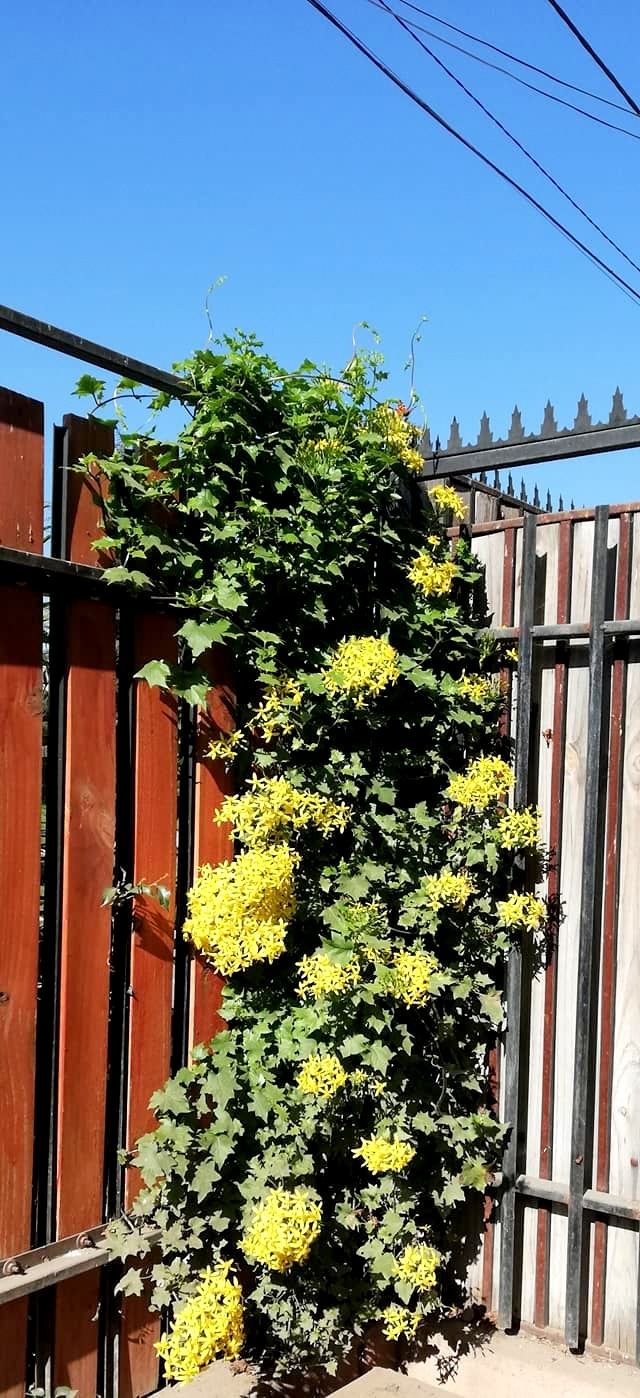
A volte le piante rampicanti vengono utilizzate per ricoprire antiestetiche recinzioni, anche a scopo estetico

- Recinzione di sottobosco, realizzata utilizzando fili su entrambi i lati del sottobosco, per compattare insieme il materiale.
- Recinzione in filo metallico fatta di fili intrecciati tra loro
- Recinzione chiusa, forte e robusta costruita con pali infilati, binari e tavole verticali
- Recinzione o traliccio espandibile, una struttura pieghevole in legno o metallo, a volte solo come barriera temporanea
- Ha-ha (o recinzione affondata)
- Siepe, tra cui:
  - Recinzione di cactus
  - Siepi di arbusti viventi intrecciati (costruiti da siepi)
  - Specie legnose vive per le recinzioni
  - Tumuli erbosi in praterie semi-aride come gli Stati Uniti occidentali o le steppe russe
- Recinzione ad ostacoli, realizzata con sezioni mobili
- Recinzione chiara, composta da pale - pali verticali incastonati nel terreno, con la loro estremità esposta tipicamente rastremata per far cadere l'acqua e prevenire la putrefazione dell'umidità che entra nel legno a venatura terminale, uniti da binari orizzontali, tipicamente a due o tre corsi. Conosciuto anche come recinzione "post and rail".
- Palizzata, o picchetto, costituita da pale verticali poste una accanto all'altra con un'estremità incassata nel terreno e l'altra tipicamente affilata, per fornire protezione; caratteristicamente due corsi di travetto sono aggiunti sul lato interno per rinforzare il muro.
- Staccionate, generalmente una staccionata alta fino alla vita, dipinta, parzialmente decorativa
- Recinzioni a palo tondo, simili alle recinzioni a palo e rotaia ma con binari più ravvicinati, tipiche della Scandinavia e di altre aree ricche di legno grezzo.
- Recinzione in ardesia, un tipo di palizzata composta da lastre verticali di ardesia collegate tra loro. Comunemente usato in alcune parti del Galles.
- Recinzione a rotaia divisa (o a binario diviso), in legno, spesso posata a zig-zag, in particolare nelle parti di recente insediamento degli Stati Uniti e del Canada
- Recinzione vaccary (dal latino vaca - mucca) detta anche muro vaccary, per trattenere il bestiame, fatta di sottili lastre di pietra poste in posizione verticale, rinvenute in vari luoghi del nord del Regno Unito dove si ha la pietra adatta[6][7].Un recinto vaccary coperto di neve vicino a Ramsbottom nella Greater Manchester, Regno Unito

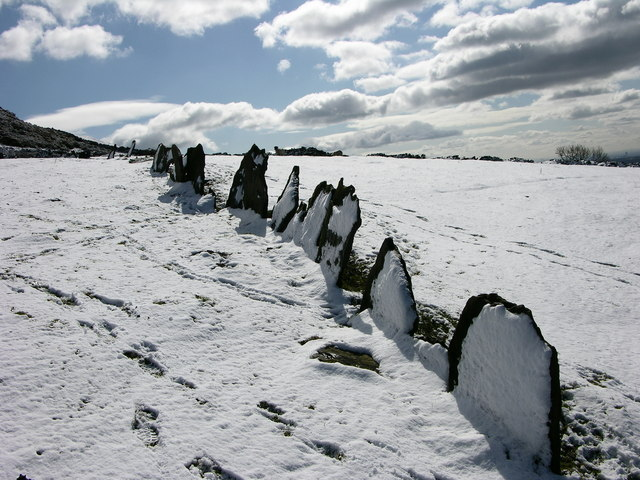
Un recinto vaccary coperto di neve vicino a Ramsbottom nella Greater Manchester, Regno Unito

- Recinzione sintetica, fatta di plastica o vinile o PVC, polipropilene, nylon
- Recinzioni solide, tra cui:
  - Muro a secco o recinzione in roccia, spesso agricolo
  - Staccionata, una recinzione solida composta da pali rotondi o semicircolari contigui o molto ravvicinati, o paletti, tipicamente appuntiti nella parte superiore. Una versione ridotta di un muro a palizzata fatto di tronchi, più comunemente usato per la privacy.
- Recinzione a graticcio, di rami spaccati intrecciati tra i pali.
- Recinzioni di filo
  - Recinto di filo liscio
  - Recinto di filo spinato
  - Recinto elettrico[8] o recinzione elettrificata, composta da paletti in legno o ferro, elettrificatore, isolatori e filo conduttore.
  - Recinzioni di filo intrecciato, dal filo sottile per polli alla rete pesante "recinzione per pecore" o "recinzione ad anello"
  - Recinzione in rete metallica saldata
- Recinzioni in ferro battuto, noto anche come ferro ornamentale

## Questioni legali
Nelle aree più sviluppate l'uso della recinzione è regolamentato, variamente nelle aree commerciali, residenziali e agricole. Altezza, materiale, setback (la distanza minima che il recinto deve mantenere dalla strada, dalle case o da altri elementi) e problemi estetici sono tra le considerazioni soggette a regolamentazione-

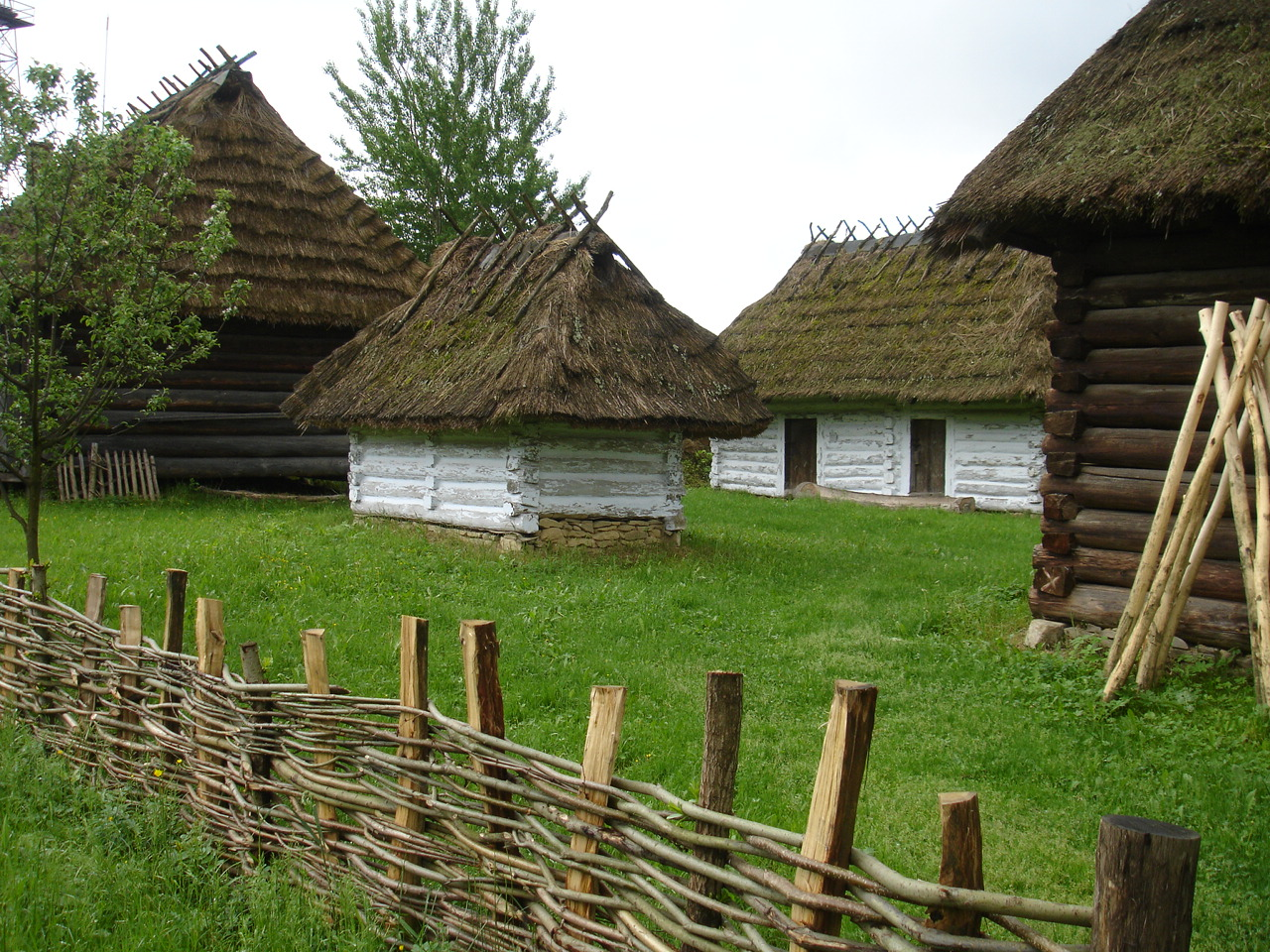
Un recinto di canniccio al museo all'aperto Sanok-Skansen in Polonia

### Uso richiesto
I seguenti tipi di aree o strutture spesso devono essere recintate per legge, per motivi di sicurezza:
- Strutture con apparecchiature ad alta tensione aperte (stazioni di trasformazione o sottostazione elettrica, tralicci di trasmissione). Le stazioni di trasformazione sono generalmente circondate da recinzioni di filo spinato. Intorno ai radiatori dell'albero vengono utilizzate recinzioni in legno per evitare il problema delle correnti parassite.
- Linee ferroviarie (nel Regno Unito)
- Macchine fisse con parti mobili pericolose (ad esempio nelle giostre dei parchi divertimento)
- Fabbriche di esplosivi e depositi di materiali pericolosi
- La maggior parte degli impianti industriali
- Aeroporti
- Aree militari
- Prigioni
- Siti di costruzione
- Zoo e parchi naturali
- Pascoli contenenti animali riproduttori maschi, in particolare tori e stalloni
- Aree all'aperto a pagamento come i parcheggi, i centri sportivi, i parchi privati
- Attrezzature di divertimento che possono rappresentare un pericolo per i passanti
- Piscine e centri termali

## Cultura di massa
Il valore delle recinzioni e il significato metaforico di una recinzione, sia positivo che negativo, è stato ampiamente utilizzato in tutta la cultura occidentale. Alcuni esempi includono:
- "Buone recinzioni fanno buoni vicini." – un proverbio citato da Robert Frost nella poesia "Mending Wall"[9][10]
- "Un buon vicino è un tipo che ti sorride oltre la recinzione sul retro, ma non la scavalca." – Arthur Baer[11][12]
- "C'è qualcosa nel saltare un cavallo oltre una recinzione, qualcosa che ti fa stare bene. Forse è il rischio, la scommessa. In ogni caso è una cosa di cui ho bisogno". – William Faulkner[13]
- "La paura è la barriera più alta." – Dudley Nichols
- "Cosa hanno fatto alla terra? Cosa hanno fatto alla nostra brava sorella? Devastata e saccheggiata lacerata e percossa ferita con coltelli nel fianco dell’alba e messa in recinti e trascinata in basso". – When the music’s over (Quando la musica è finita) - The Doors - 1967[14]
- "Non recintarmi" - Cole Porter[15]
- "Il vestito di una donna dovrebbe essere come un reticolato; servire allo scopo ma non ostruire la visuale." – Sophia Loren[16]

## Galleria d'immagini

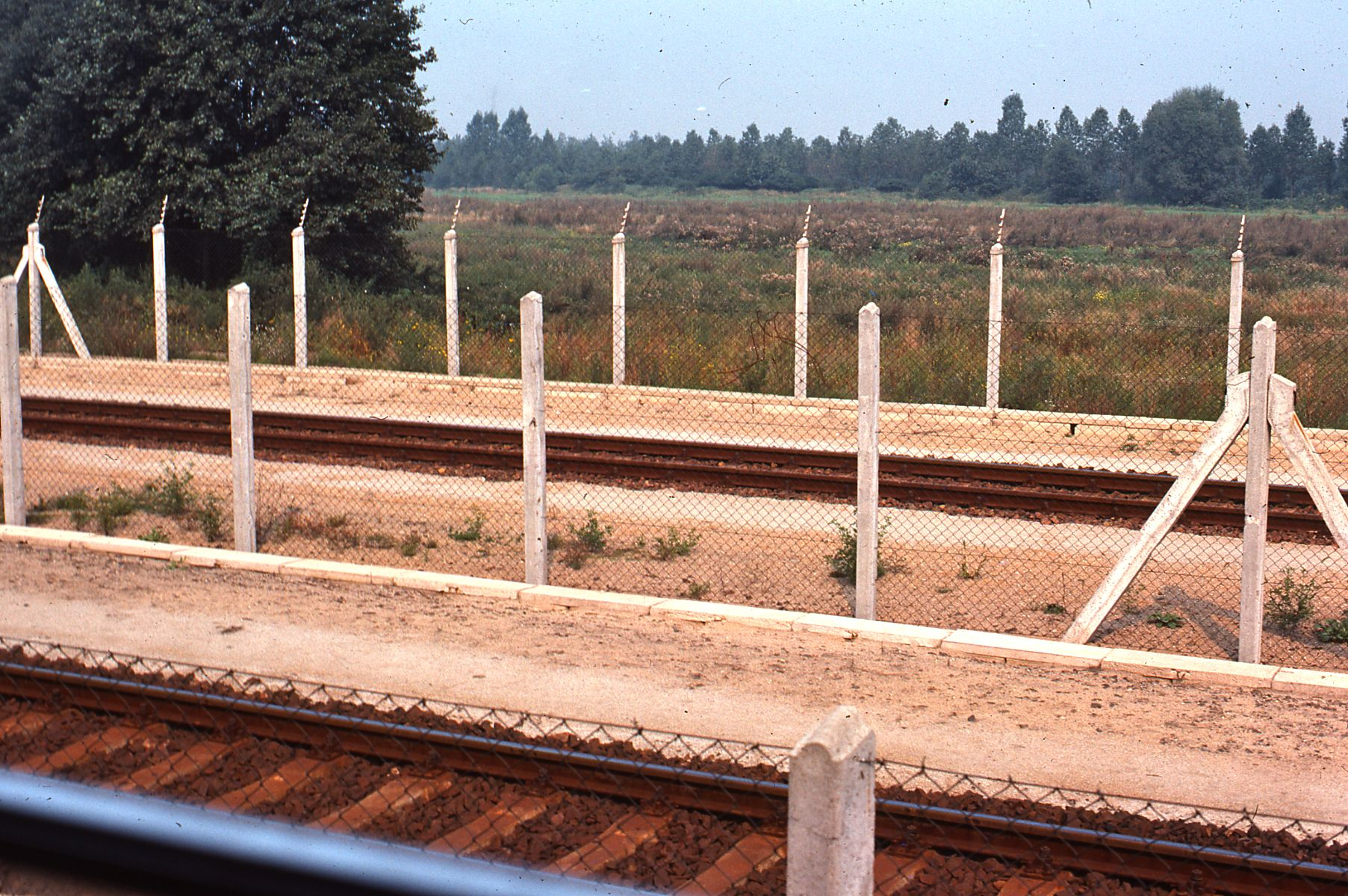
Durante la Guerra Fredda, i treni della Germania occidentale attraversavano la Germania dell'Est. Questa vista del 1977 mostra come le autorità della Germania orientale abbiano posizionato recinzioni vicino ai binari per tenere a bada potenziali disertori
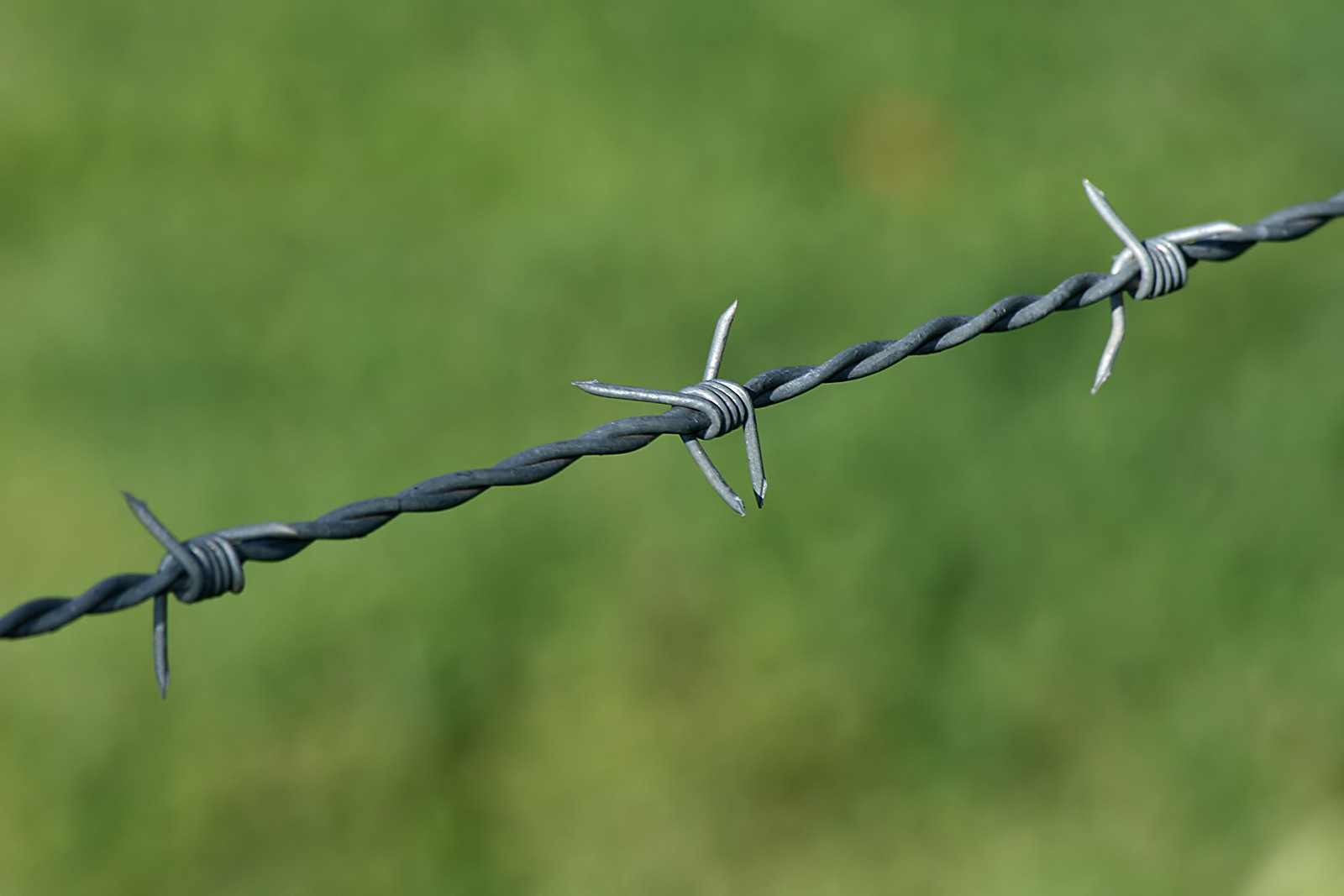
Tipico recinto di filo spinato agricolo
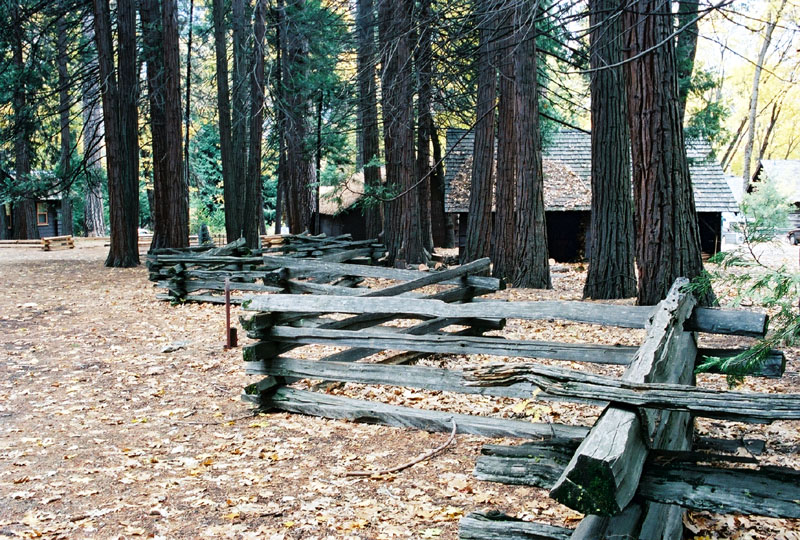
Recinzioni a rotaia divisa (o a binario diviso), comuni nelle aree ricche di legname
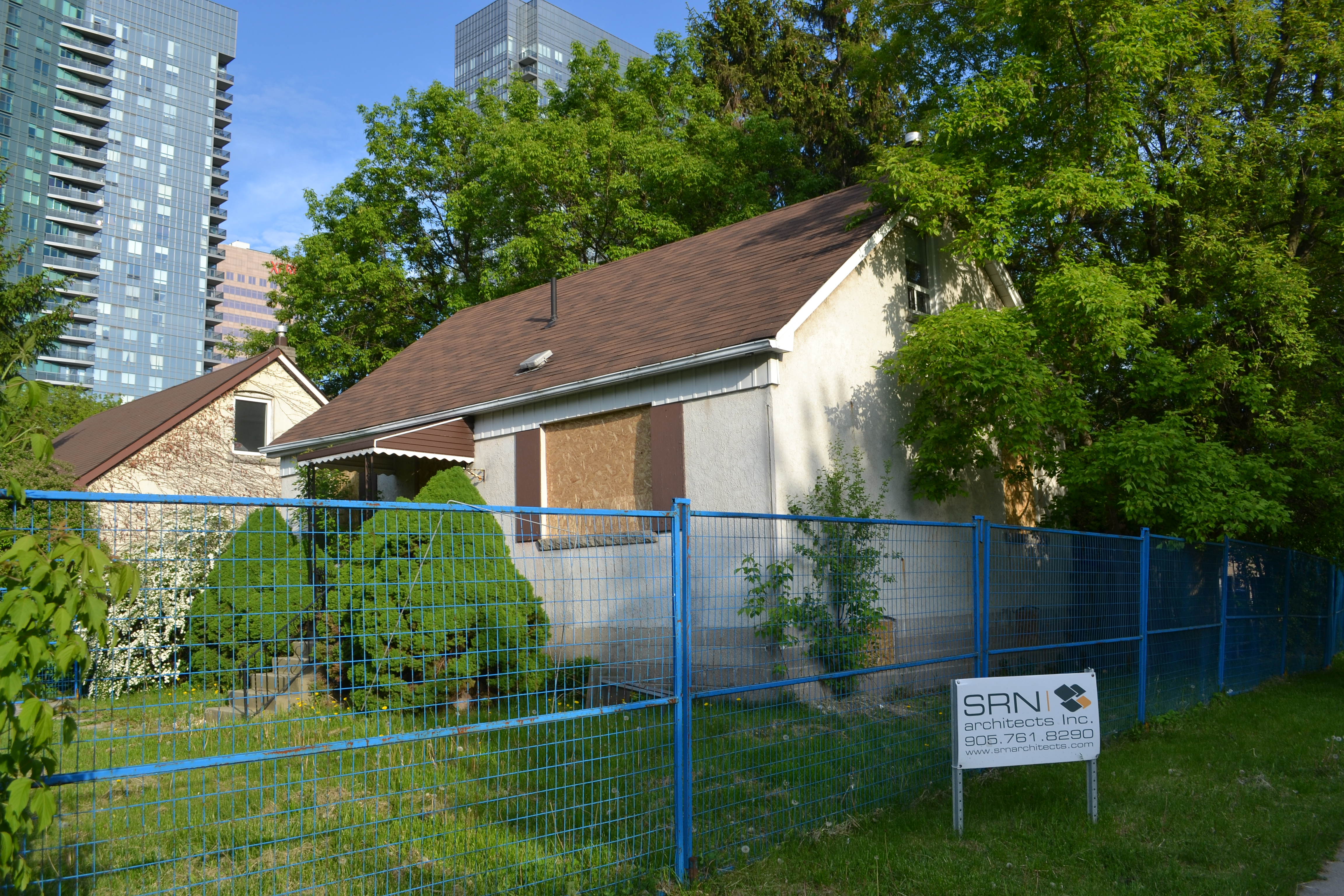
Recinzioni metalliche portatili intorno a un cantiere
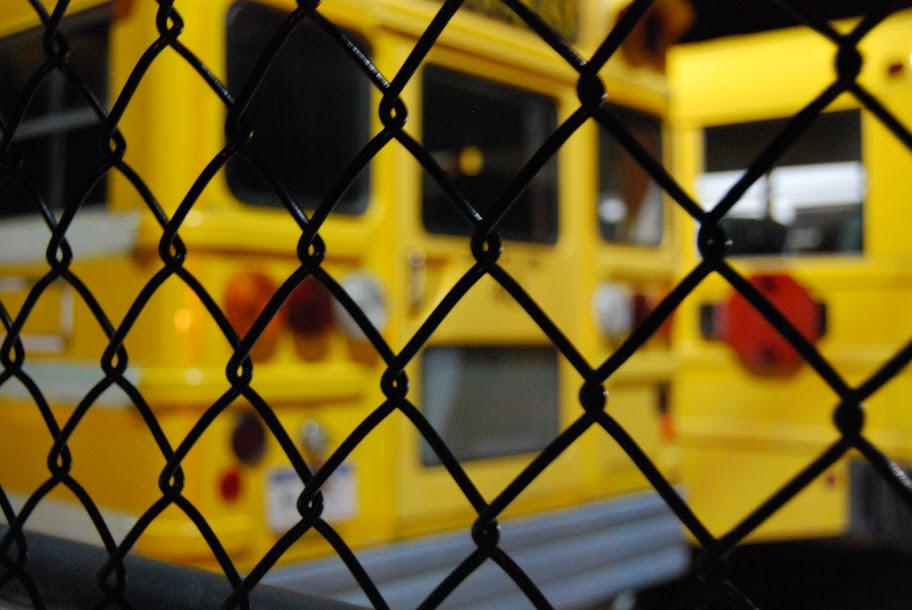
Recinzione di sicurezza
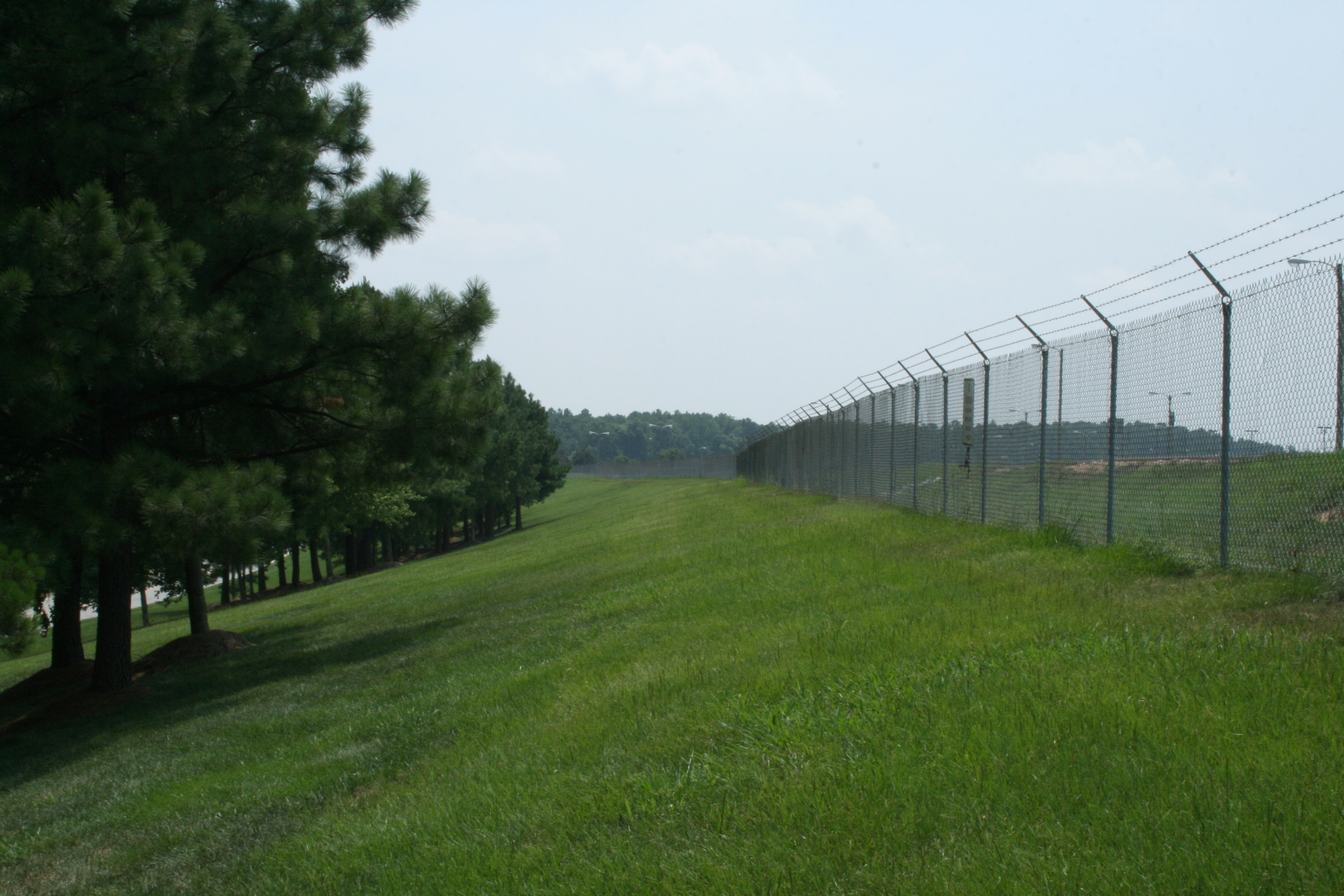
Tipico recinto perimetrale con filo spinato in cima